# ウィリアム・ロス (第14代ロス卿)
第14代ロス卿ウィリアム・ロス（英語: William Ross, 14th Lord Ross、1721年以前 – 1754年8月19日）は、イギリスの軍人、スコットランド貴族。

## 生涯
第13代ロス卿ジョージ・ロスとエリザベス・カー（Elizabeth Kerr、1758年5月22日没、第2代ロジアン侯爵ウィリアム・カーの娘）の長男として生まれた。
イギリス陸軍に入隊して士官になり、1745年ジャコバイト蜂起では1746年2月にモイでジャコバイト軍に奇襲するときに負傷した。
1754年6月17日に父が死去すると、ロス卿の爵位を継承したが、自身も2か月後の8月19日に病死した。生涯未婚で後継者がおらず、爵位は断絶した。